# Cracidae
Los crácidos (Cracidae) son una familia de aves neognatas del orden Craciformes que incluye los paujiles, las pavas y las chachalacas. Son especies tropicales y subtropicales de América del Sur, Centroamérica y México. Una  especie de chachalaca vive en el estado sureño de  Texas en los Estados Unidos. En las islas caribeñas de Trinidad y Tobago habita la pava de Trinidad (Pipile pipile) y la chachalaca ventricastaña (Ortalis wagleri). Muchas de las especies de este grupo se encuentras en peligro extinción.

## Descripción
Su apariencia es similar a la del pavo. Los paujiles y pavas viven entre los árboles, pero las chachalacas, más pequeñas, se encuentran en medios más abiertos, entre los matorrales. Sus plumajes son generalmente obscuros, pero paujiles y pavas están engalanados con coloridas figuras en el cuello, cabeza o pico.

## Comportamiento
Se alimentan de semillas, frutas, insectos y gusanos. Construyen nidos en los árboles y la hembra incuba dos o más huevos.

## Taxonomía
- Subfamilia Oreophasinae
  - Género Oreophasis
    - Oreophasis derbianus - pavón cornudo, pavón de cacho

- Subfamilia Penelopinae - pavas
  - Género Aburria
    - Aburria aburri - pava huariña, gurrí, pava negra, pava carunculada, aburria

  - Género Pipile
    - Pipile pipile - pava cara azul, aburria común
    - Pipile cumanensis - pava rajadora, pava gargantiazul, pava campanilla
    - Pipile cujubi - pava garganta roja, cuyubí
    - Pipile jacutinga - yacutingá

  - Género Chamaepetes
    - Chamaepetes unicolor - pava negra, pava azul
    - Chamaepetes goudotii - pava pischa, pava cabeza blanca, pava de tierra fría

  - Género Penelope
    - Penelope albipennis - pava aliblanca
    - Penelope argyrotis - pava camata, pava cara blanca
    - Penelope barbata - pava barbuda
    - Penelope dabbenei - pava de frente negra, pava de monte alisera
    - Penelope jacquacu - pucacunga, pava amazónica, pava de patas rojas, uquira
    - Penelope jacucaca - pava de cola negra
    - Penelope montagnii - pava andina
    - Penelope marail - pava bronceada
    - Penelope obscura - pava oscura, yacú-guazú
    - Penelope ochrogaster - pava castaña, pava ventrirrufa
    - Penelope ortoni - pava del baudó, pava de cola verde, pava chocoana
    - Penelope perspicax - pava caucana
    - Penelope pileata - pava de cabeza blanca, pava crestiblanca
    - Penelope purpurascens - pava de cola roja, pava cojolita, pava moñuda
    - Penelope superciliaris - pava chica, yacú-poí

  - Género Penelopina
    - Penelopina nigra - cayaya, guaco, pachita, rompegénero

- Género Ortalis (chachalacas)[3]
  - Ortalis vetula - guacharaca norteña, chachalaca mexicana, chachalaca de texas
  - Ortalis cinereiceps - paisana, guacharaca chocoana, guacharaca de cabeza gris
  - Ortalis garrula - guacharaca caribeña, guacharaca pálida
  - Ortalis ruficauda  - cocrico, guacharaca culirroja, guacharaca guajira
  - Ortalis erythroptera - guacharaca colorada, guacharaca cabecirufa
  - Ortalis wagleri - chachalaca vientre castaño
  - Ortalis poliocephala - guacharaca pechigris, guacharaca pacífica
  - Ortalis canicollis - charata
  - Ortalis leucogastra - guacharaca de vientre blanco
  - Ortalis guttata - manacaraco, guacharaca moteada
  - Ortalis motmot - guacharaca cabeza roja, chachalaca de guyana
  - Ortalis ruficeps - chachalaca cabecicastaña
  - Ortalis superciliaris - guacharaca parda

- Subfamilia Cracinae (paujiles)
  - Género Crax
    - Crax alberti - paujil pico azul, pavón colombiano
    - Crax alector - paujil negro, paujil culiblanco
    - Crax blumenbachii - muitú pico rojo, pavón piquirrojo
    - Crax daubentoni - paujil piquiamarillo, pavón moquiamarillo
    - Crax fasciolata - muitú común, mamaco
    - Crax globulosa - paujil amazónico, pavón moquirrojo
    - Crax rubra - hoco faisán, pavón grande

  - Género Mitu
    - Mitu tomentosa - paujil cola colorada
    - Mitu salvini - paujil de salvin, pavón nagüiblanco
    - Mitu tuberosa - paujil tuberoso, pavón pico de ají
    - Mitu mitu - paujil de Alagoas

  - Género Pauxi
    - Pauxi pauxi - paujil copete de piedra
    - Pauxi unicornis - bitichí, pilistro, paují unicornio

  - Género Nothocrax
    - Nothocrax urumutum - mutum, paujil nocturno

## Evolución
Estudios del ADN mitocondrial de Cracidae indican que el grupo puede haberse originado a finales del Cretácico. Los linajes más modernos, sin embargo, no se pasaron por un proceso de especiación hasta el Eoceno. La diferenciación entre los paujiles (Crax, Nothocrax, Pauxi y Mitu), y entre las especies de Aburria y Pipile, fue causada por los cambios en el paisaje de Sudamérica, principalmente debido a la elevación de la Cordillera de los Andes, lo que determinó los cursos actuales de los ríos. La distribución de los paujiles y pavas se produjo por los sistemas fluviales.